# 1329
1329 (MCCCXXIX) fue un año común comenzado en domingo del calendario juliano.

## Acontecimientos
- En este año se empezó la construcción de la Basílica de Santa María del Mar (Barcelona, España)

## Nacimientos
- 26 de septiembre: Ana de Baviera, reina checa, segunda esposa de Carlos IV de Luxemburgo.

## Fallecimientos
- 7 de junio: Roberto I, rey escocés entre 1306 y 1329 (n. 1274).